# Magelang
Magelang est une ville d'Indonésie dans la province de Java central, située à environ 40 km au nord-ouest de Yogyakarta, sur la route reliant cette dernière ville à Semarang, capitale de la province. Elle a le statut de kota.

## Géographie
Magelang est située au cœur du kabupaten de Magelang, dont elle est administrativement distincte.

## Histoire
À l'époque coloniale, Magelang était une importante place militaire. C'est là qu'a été arrêté en 1830 le prince Diponegoro, événement qui a mis fin à la guerre de Java (1825-30).

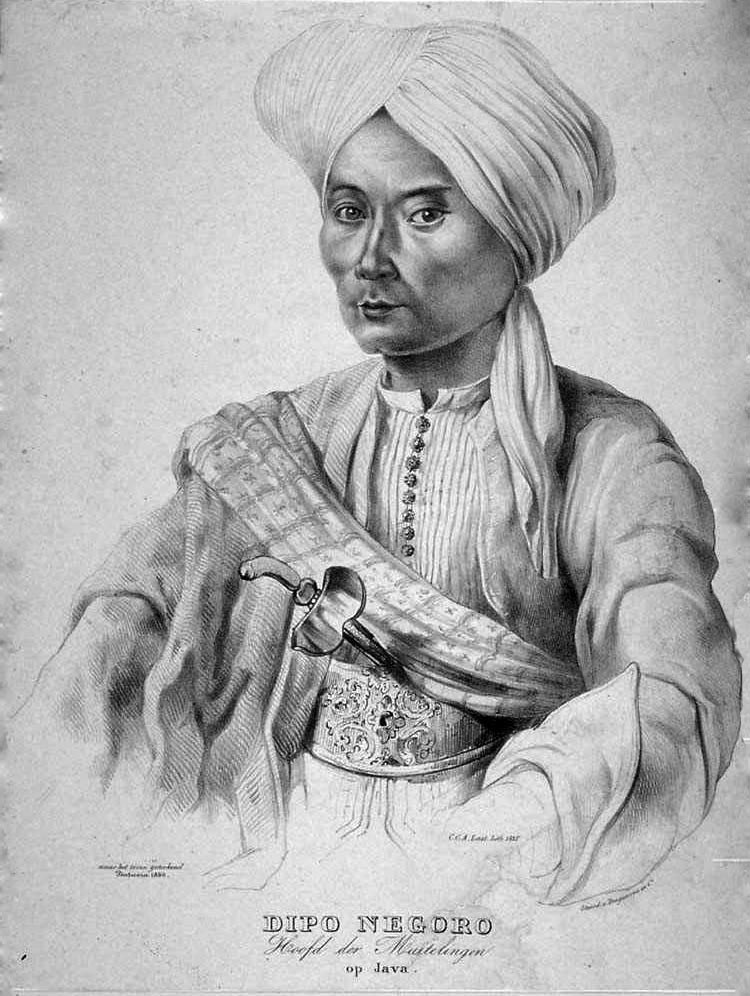
Le prince Diponegoro.
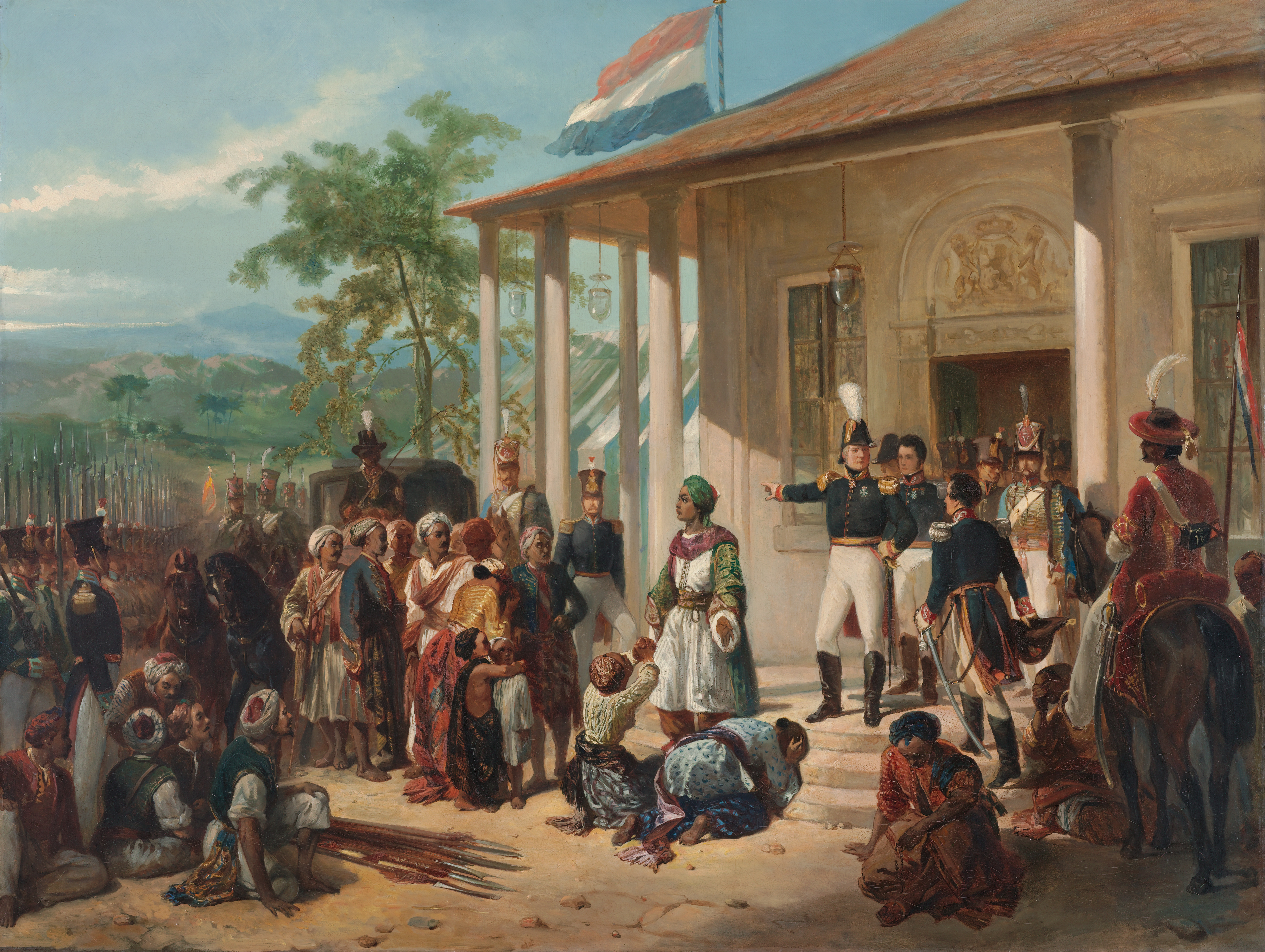
L'arrestation du prince Diponegoro, tableau de Nicolaas Pieneman (1835).

La ville abrite aujourd'hui l'académie militaire indonésienne.

## Personnalités liées à la ville
- Yustinus Hardjosusanto, Évêque de Tanjung Selor depuis 2002
- Nafa Urbach, Actrice et chanteuse indonésienne

## Tourisme

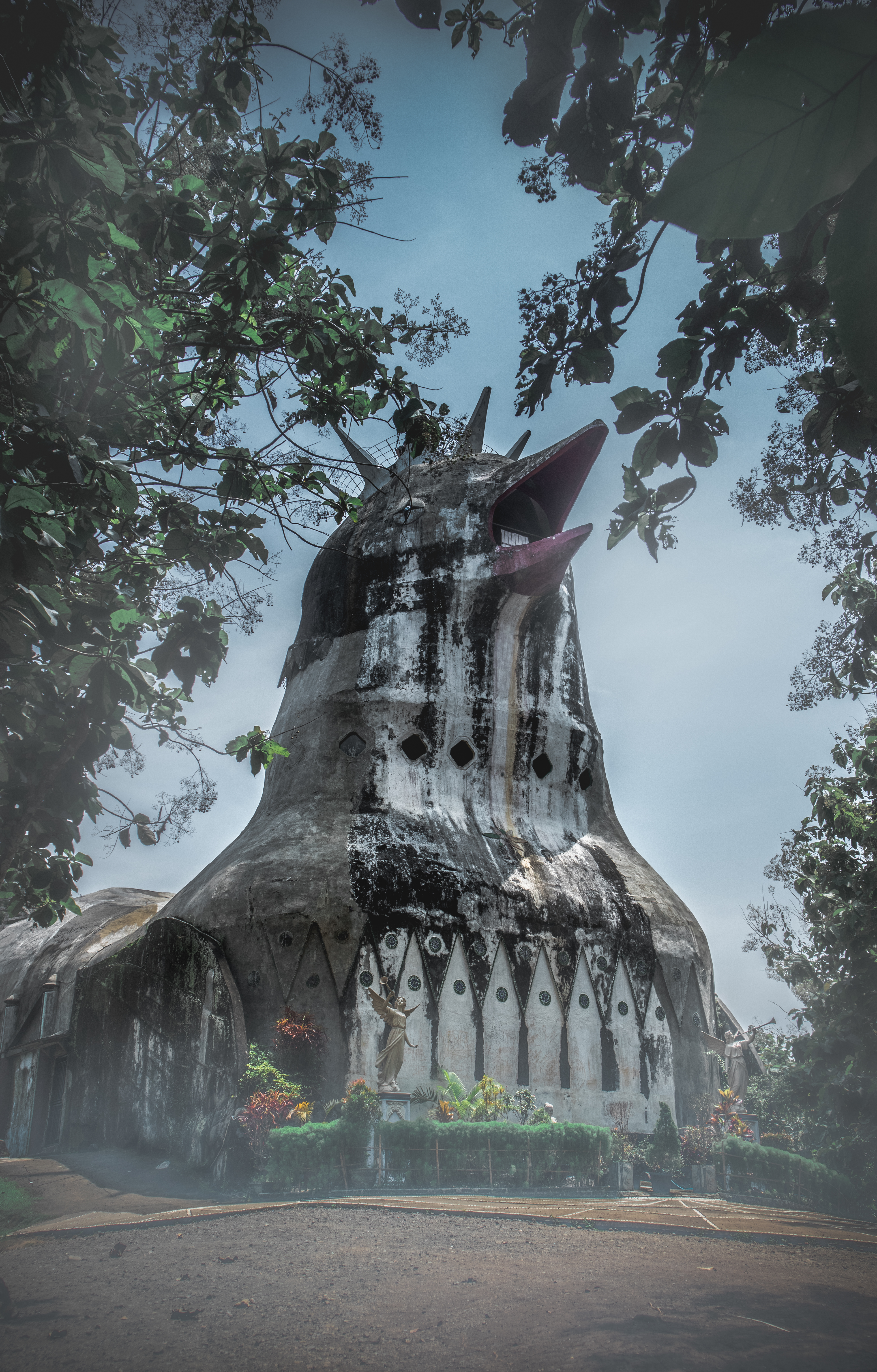
Gereja Ayam, dit Chicken church

Magelang est la ville la plus proche du temple de Borobudur, un monument bouddhique construit au VIIIe siècle apr. J.-C.
La ville a gardé la plupart de ses bâtiments de l'époque coloniale, en particulier la demeure du résident dans laquelle les Hollandais reçurent et arrêtèrent le prince Diponegoro. Une statue érigée en l'honneur du prince se trouve sur l'alun-alun (grand-place) de Magelang.
Sur le territoire de Magelang se trouve aussi Gereja Ayam, un édifice religieux inachevé en forme d'oiseau, surnommé Chicken church.

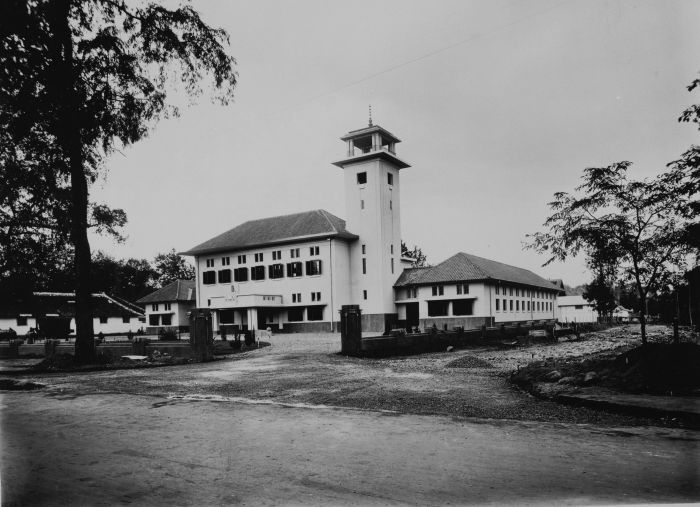
La mairie de Magelang en 1925-1936.
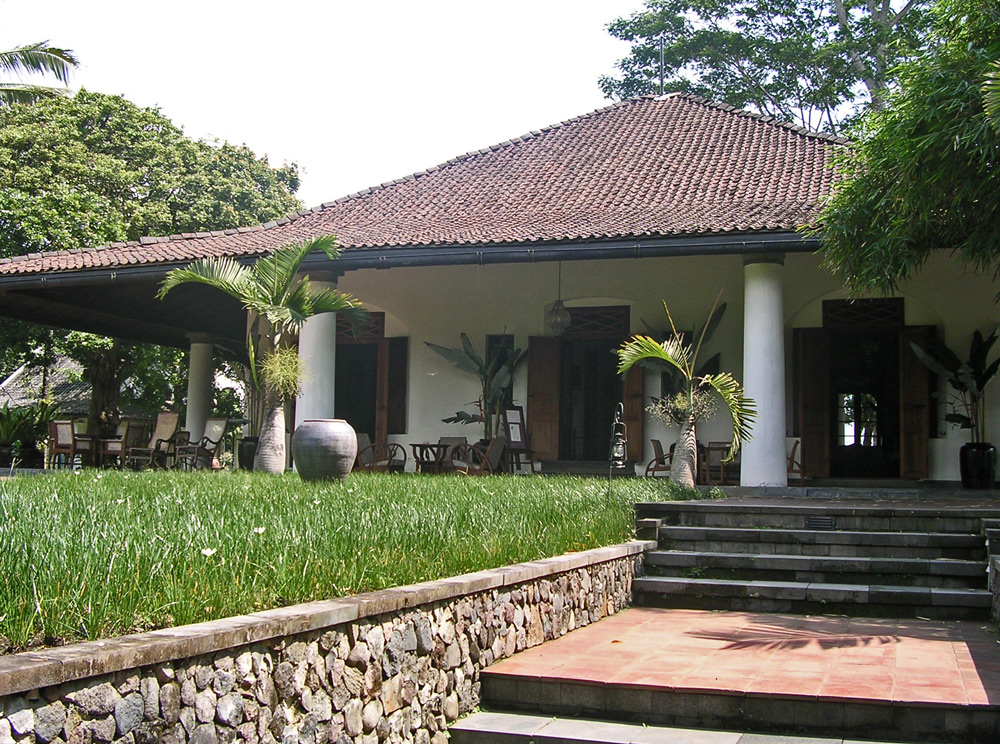
Ancienne maison coloniale à Losari près de Magelang.
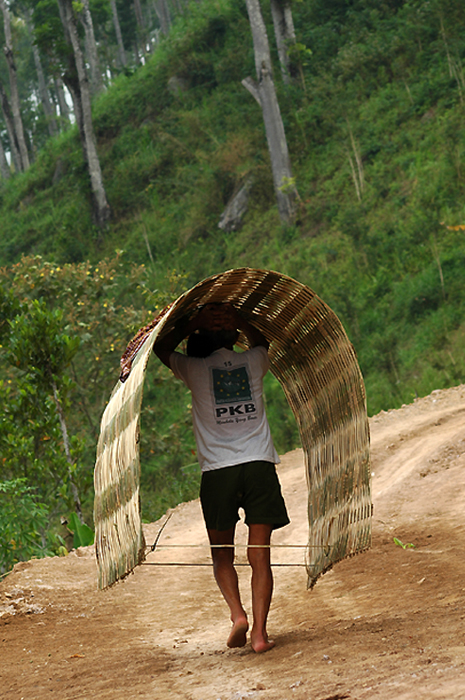
Vendeur de cloison de bambou gedek près de Magelang.